# 13. armádní sbor (rakousko-uherská armáda)
13. armádní sbor byl na přelomu 19. a 20. století vyšší jednotkou rakousko-uherské armády, respektive zemským velitelstvím pro Chorvatsko-slavonské království se sídlem v Záhřebu. Za první světové války byl sbor nasazen v Srbsku, později byl přeložen do Haliče a v závěru války bojovaly jednotky sboru v Itálii. 

## Historie

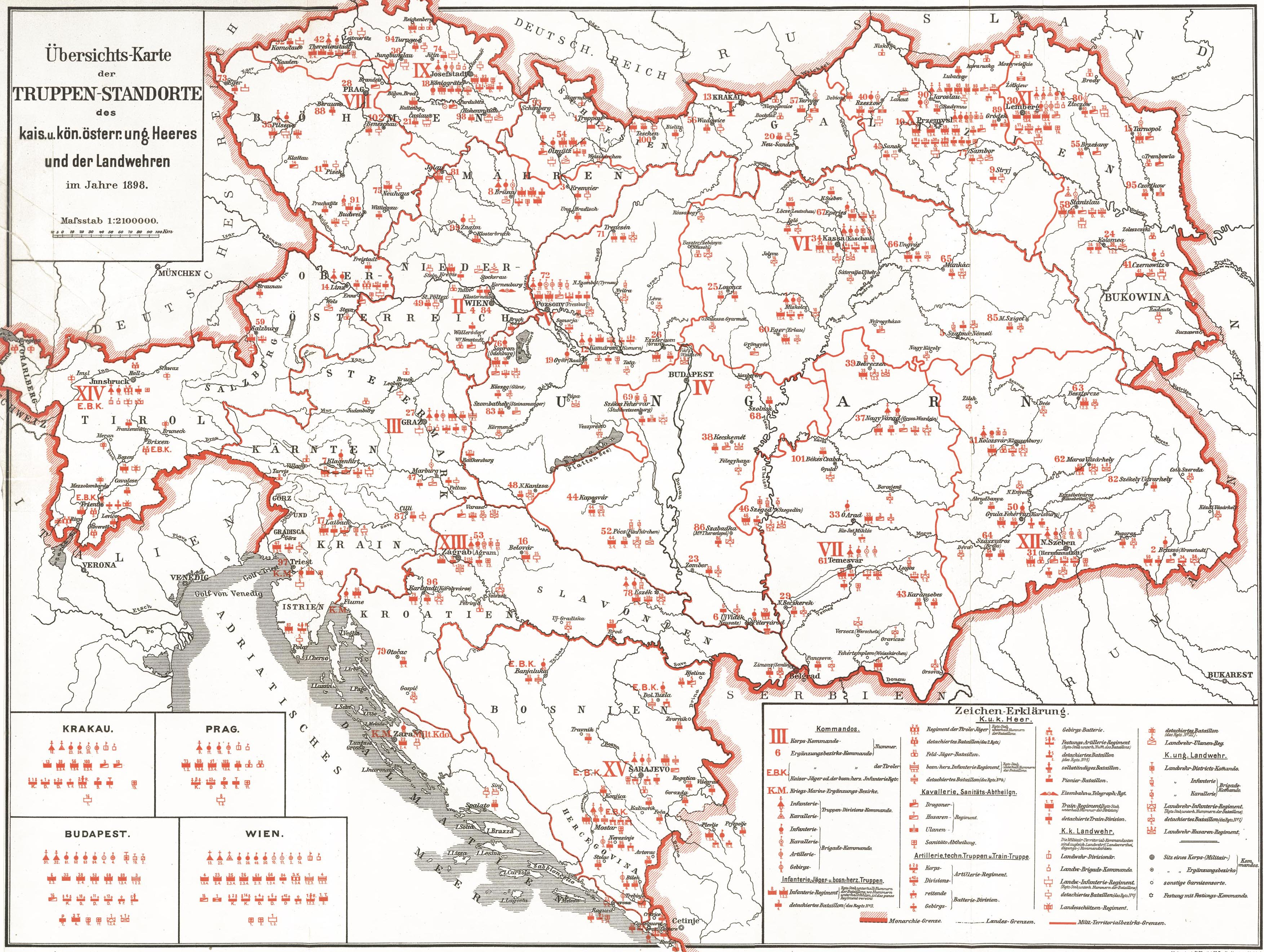
Územní rozdělení působnosti armádních sborů rakousko-uherské armády 1898

13. armádní sbor (13. Korpskommando) vznikl k datu 1. ledna 1883 reorganizací rakousko-uherské armády a rozdělením dosavadních oblastních velitelství pro jednotlivé korunní země. Třináctý armádní sbor s působností pro celé Chorvatsko-slavonské království měl sídlo v Záhřebu. Sborové velitelství bylo umístěno v bývalém šlechtickém paláci na náměstí Jezuitski trg v Záhřebu. Ke 13. sboru patřila 7. pěchotní divize v Osijeku a 36. pěchotní divize v Záhřebu, 8. jezdecká brigáda v Záhřebu a 13. dělostřelecká brigáda v Záhřebu. Pod záhřebské velení částečně spadalo i válečné námořnictvo v Rijece, kde byla umístěna 71. pěchotní brigáda a Rijeka byla také jedním z doplňovacích okresů pro sbor. Dalšími doplňovacími okresy byly Bjelovar, Karlovac, Osijek, Otočac, Petrovaradín a Záhřeb. Pod armádní sbor spadaly tři posádkové věznice (Záhřeb, Osijek, Petrovaradín), dále pak posádková nemocnice v Záhřebu a devět útvarových nemocnic (Bjelovar, Rijeka, Osijek, Otočac, Karlovac, Petrovaradín, Varaždín a Zemun). 
V roce 1914 měl 13. armádní sbor početní stav přibližně 60 000 mužů. Na začátku první světové války byl sbor nasazen k invazi do Srbska v rámci 5. armády generála Potiorka, později byl přeložen na východní frontu. V závěru války bojovaly jednotky sboru v jižním Tyrolsku a na italské frontě (bitva u Vittorio Veneta). Po odchodu většiny sboru na frontu v roce 1914 zůstala v Záhřebu nadále umístěna menší posádka, jejímž velením byli po dobu války pověřeni generálové Eugen Scheure (1914–1915), Josef Seipka (1915–1918), Alfred von Schenk (1918) a nakonec na podzim roku 1918 krátce Ignaz Snjaric.

## Velitelé 13. armádního sboru
- 1883–1889 generál jezdectva Hermann baron von Ramberg
- 1889–1891 polní podmaršál Josef von Reicher
- 1891–1902 generál jezdectva Anton baron von Bechtolsheim
- 1902–1905 polní zbrojmistr Hugo von Klobus
- 1905 polní podmaršál Felix hrabě von Orsini-Rosenberg
- 1905 polní podmaršál Antonín baron Malovec z Malovic
- 1905–1906 polní podmaršál Karel hrabě z Auerspergu
- 1906–1907 polní zbrojmistr Rudolf von Chavanne
- 1907–1912 generál pěchoty Raimund Gerba
- 1912–1916 generál pěchoty Adolf baron Rhemen z Barenfeldu
- 1916–1917 polní podmaršál Maximilian Csicserics von Bacsány
- 1917 polní podmaršál Alfred von Schenk
- 1917–1918 generál pěchoty Frigyes Csanády von Békés